# Jan Pande-Rolfsen

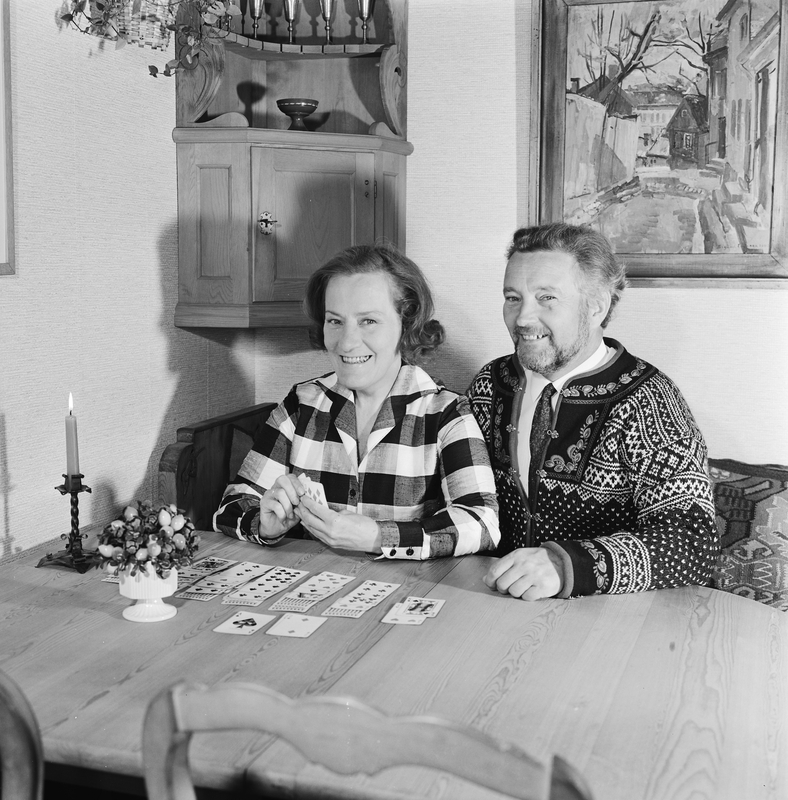
Jan Pande-Rolfsen mit seiner Frau Aud Schønemann, 1970.

Jan Pande-Rolfsen (* 18. März 1922 in Norwegen; † 10. März 2002 in Oslo) war ein norwegischer Schauspieler, Programmsprecher und Moderator.

## Biografie
Pande-Rolfsen debütierte 1941 als Theaterschauspieler im Det Norske Teatret und trat anschließend regelmäßig in verschiedenen norwegischen Theatern auf. Ab 1956 arbeitete er auch beim NRK. Dort war ein in ganz Norwegen bekannter Programmansager und Moderator im Rundfunk und Fernsehen sowie weit über das Renteneintrittsalter hinaus tätig. Regelmäßig moderierte er unter anderem die Sendung Ønskekonserten (Wunschkonzert) des Radiosenders NRK P1 im Norsk rikskringkasting. Ebenso war bei vielen weiteren Unterhaltungsprogrammen im norwegischen Fernsehen tätig. Zu den bekanntesten Sendungen, wo er kontinuierlich mitwirkte, gehörte auch die Fernsehkomödien-Show O.J. – ute på prøve, die seit 1994 im NRK lief, zusammen mit Otto Jespersen als Moderator. In dieser Fernsehserie hatte Pande-Rolfsen in jeder Episode eine regelmäßige Kolumne, wo er auf einen Stuhl sitzend, humorvolle philosophische Überlegungen dem Publikum darbot. Er begann dort seinen Auftritt meist mit dem Spruch «Livet er herlig, dere!» (Das Leben ist schön, Leute!), einen Satz, den er auch regelmäßig in der satirischen Radiosendung Revolvermagasinet (auch zusammen mit Otto Jespersen in der Hauptrolle) im NRK P1 verwendete und somit zu Pande-Rolfsens-Markenzeichen wurde. Als Schauspieler hatte er regelmäßig von 1974 bis 1999 mehrere kleine Nebenrollen in der Filmreihe der norwegischen Olsenbande. Des Weiteren war Pande-Rolfsen als Schauspieler bei mehreren anderen norwegischen Fernseh- und Filmproduktionen tätig.
Jan Pande-Rolfsen war seit 1948 bis zu seinem Tod mit der norwegischen Schauspielerin Aud Schønemann verheiratet.

## Filmografie
- 1948: Den hemmelighetsfulle leiligheten als Sekretär
- 1962: Stompa & Co
- 1954: Portrettet
- 1968: Sus og dus på by'n als Polizist
- 1969: Tipp topp. Husmorfilmen 1969
- 1974: Marve Fleksnes – der einsame Junggeselle (Den siste fleksnes) als Lehrer
- 1974: Olsenbanden møter kongen og knekten als Butler
- 1975: Olsenbandens siste bedrifter als Schweine-Hansen
- 1982: Olsenbandens aller siste kupp als Pelzhändler
- 1984: Men Olsenbanden var ikke død als Gepäckmann
- 1993: Morsarvet als Gubbe
- 1994: Fredrikssons fabrikk - The movie als Bote
- 1994: O.J. ute på prøve
- 1995–1997: Mot i brøstet (norwegische Fernsehserie, 3 Folgen) als Priester
- 1999: Karl & Co als Iversen
- 1999: Olsenbandens siste stikk als Wachmann
- 2002: Holms (Fernsehserie) als Paulsen